# Primera División de Venezuela 2009/2010
Primera División de Venezuela 2009/2010 var den högsta divisionen i fotboll i Venezuela för säsongen 2009/2010 och vanns av Caracas efter finalseger mot Deportivo Táchira. Säsongen bestod av två serier, Torneo Apertura och Torneo Clausura, som kvalificerade ett lag vardera till en seriefinal, där vinnaren av seriefinalen vann hela mästerskapet för säsongen 2009/2010. Den högsta divisionen kvalificerade även lag till Copa Sudamericana 2010 och Copa Libertadores 2011.

## Tabeller
| Nr | Lag                   | S  | V  | O | F  | GM | IM | MS  | P  |
| -- | --------------------- | -- | -- | - | -- | -- | -- | --- | -- |
| 1  | Deportivo Táchira     | 17 | 11 | 4 | 2  | 25 | 7  | +18 | 37 |
| 2  | Deportivo Italia      | 17 | 11 | 3 | 3  | 26 | 14 | +12 | 36 |
| 3  | Caracas               | 17 | 11 | 2 | 4  | 35 | 14 | +21 | 35 |
| 4  | Deportivo Lara        | 17 | 8  | 6 | 3  | 23 | 13 | +10 | 30 |
| 5  | Trujillanos           | 17 | 8  | 4 | 5  | 31 | 21 | +10 | 28 |
| 6  | Deportivo Anzoátegui  | 17 | 8  | 2 | 7  | 22 | 19 | +3  | 26 |
| 7  | Mineros de Guayana    | 17 | 7  | 4 | 6  | 22 | 21 | +1  | 25 |
| 8  | Zulia                 | 17 | 7  | 3 | 7  | 27 | 29 | −2  | 24 |
| 9  | Estudiantes de Mérida | 17 | 5  | 8 | 4  | 21 | 15 | +6  | 23 |
| 10 | Atlético El Vigía     | 17 | 7  | 2 | 8  | 26 | 31 | −5  | 23 |
| 11 | Zamora                | 17 | 6  | 4 | 7  | 19 | 27 | −8  | 22 |
| 12 | Monagas               | 17 | 6  | 3 | 8  | 32 | 32 | 0   | 21 |
| 13 | Yaracuyanos           | 17 | 6  | 3 | 8  | 20 | 29 | −9  | 21 |
| 14 | Aragua                | 17 | 4  | 7 | 6  | 11 | 18 | −7  | 19 |
| 15 | Real Esppor           | 17 | 4  | 5 | 8  | 12 | 21 | −9  | 17 |
| 16 | Centro Ítalo          | 17 | 3  | 5 | 9  | 19 | 26 | −7  | 14 |
| 17 | Carabobo              | 17 | 2  | 7 | 8  | 16 | 29 | −13 | 13 |
| 18 | Llaneros de Guarane   | 17 | 1  | 4 | 12 | 18 | 39 | −21 | 7  |

| Nr | Lag                   | S  | V  | O | F  | GM | IM | MS  | P  |
| -- | --------------------- | -- | -- | - | -- | -- | -- | --- | -- |
| 1  | Caracas               | 17 | 10 | 5 | 2  | 31 | 16 | +15 | 35 |
| 2  | Deportivo Táchira     | 17 | 10 | 5 | 2  | 28 | 15 | +13 | 35 |
| 3  | Deportivo Italia      | 17 | 10 | 3 | 4  | 36 | 16 | +20 | 33 |
| 4  | Deportivo Lara        | 17 | 7  | 8 | 2  | 26 | 17 | +9  | 29 |
| 5  | Zulia                 | 17 | 9  | 2 | 6  | 26 | 21 | +5  | 29 |
| 6  | Trujillanos           | 17 | 8  | 4 | 5  | 21 | 16 | +5  | 28 |
| 7  | Zamora                | 17 | 8  | 4 | 5  | 26 | 22 | +4  | 28 |
| 8  | Atlético El Vigía     | 17 | 7  | 3 | 7  | 26 | 29 | −3  | 24 |
| 9  | Deportivo Anzoátegui  | 17 | 6  | 5 | 6  | 17 | 20 | −3  | 23 |
| 10 | Aragua                | 17 | 7  | 1 | 9  | 22 | 27 | −5  | 22 |
| 11 | Real Esppor           | 17 | 6  | 3 | 8  | 27 | 27 | 0   | 21 |
| 12 | Monagas               | 17 | 5  | 4 | 8  | 19 | 30 | −11 | 19 |
| 13 | Carabobo              | 17 | 4  | 6 | 7  | 16 | 23 | −7  | 18 |
| 14 | Estudiantes de Mérida | 17 | 3  | 8 | 6  | 17 | 23 | −6  | 17 |
| 15 | Mineros de Guayana    | 17 | 3  | 8 | 6  | 17 | 24 | −7  | 17 |
| 16 | Llaneros de Guarane   | 17 | 4  | 3 | 10 | 20 | 28 | −8  | 15 |
| 17 | Yaracuyanos           | 17 | 3  | 5 | 9  | 20 | 27 | −7  | 14 |
| 18 | Centro Ítalo          | 17 | 3  | 3 | 11 | 17 | 29 | −12 | 12 |

## Seriefinal
De två seriesegrarna Deportivo Táchira och Caracas möttes i en seriefinal där segraren blev mästare av Primera División de Venezuela. Båda finalisterna är dessutom kvalificerade till Copa Libertadores 2011.
|       | 23 maj 2010 | Caracas | 1–0 | Deportivo Táchira | Estadio Olímpico de Caracas, Caracas |                |
| 16:00 | 16:00       |         |     | Romero 15′        | Publik: 18 200                       | Publik: 18 200 |
| 16:00 | 16:00       |         |     |                   | Publik: 18 200                       | Publik: 18 200 |
| 16:00 | 16:00       |         |     |                   | Publik: 18 200                       | Publik: 18 200 |

|       | 30 maj 2010 | Deportivo Táchira | 1–4 | Caracas                                        | Estadio Polideportivo de Pueblo Nuevo, San Cristóbal |                |
| 17:00 | 17:00       | Villafraz 38′     |     | Cichero 11′ Gómez 13′ Castellín 61′ Guerra 67′ | Publik: 38 500                                       | Publik: 38 500 |
| 17:00 | 17:00       |                   |     |                                                | Publik: 38 500                                       | Publik: 38 500 |
| 17:00 | 17:00       |                   |     |                                                | Publik: 38 500                                       | Publik: 38 500 |

## Sammanlagd tabell
De två seriesegrarna samt det bäst placerade laget utöver dessa gick till Copa Libertadores 2012. Därutöver gick mästarna och de två bäst placerade lagen (som inte kvalificerat sig till Copa Libertadores) till Copa Sudamericana 2010, med undantag för Trujillanos som redan kvalificerat sig för Copa Sudamericana 2011 genom seger i Copa Venezuela 2010. De två sämst placerade lagen flyttades ner en division inför kommande säsong.
| Nr | Lag                   | S  | V  | O  | F  | GM | IM | MS  | P  |
| -- | --------------------- | -- | -- | -- | -- | -- | -- | --- | -- |
| 1  | Deportivo Táchira     | 34 | 23 | 4  | 7  | 56 | 27 | +29 | 73 |
| 2  | Caracas               | 34 | 19 | 7  | 8  | 46 | 23 | +23 | 64 |
| 3  | Deportivo Italia      | 34 | 16 | 12 | 6  | 46 | 31 | +15 | 60 |
| 4  | Deportivo Lara        | 34 | 16 | 8  | 10 | 53 | 32 | +21 | 56 |
| 5  | Trujillanos           | 34 | 16 | 8  | 10 | 53 | 40 | +13 | 56 |
| 6  | Zulia                 | 34 | 15 | 10 | 9  | 62 | 47 | +15 | 55 |
| 7  | Zamora                | 34 | 14 | 10 | 10 | 40 | 31 | +9  | 52 |
| 8  | Deportivo Anzoátegui  | 34 | 14 | 10 | 10 | 38 | 33 | +5  | 52 |
| 9  | Atlético El Vigía     | 34 | 12 | 14 | 8  | 36 | 38 | −2  | 50 |
| 10 | Mineros de Guayana    | 34 | 13 | 10 | 11 | 47 | 37 | +10 | 49 |
| 11 | Aragua                | 34 | 11 | 11 | 12 | 47 | 37 | +10 | 44 |
| 12 | Estudiantes de Mérida | 34 | 9  | 13 | 12 | 41 | 39 | +2  | 40 |
| 13 | Monagas               | 34 | 9  | 12 | 13 | 46 | 48 | −2  | 39 |
| 14 | Real Esppor           | 33 | 11 | 4  | 18 | 39 | 62 | −23 | 37 |
| 15 | Yaracuyanos           | 34 | 9  | 10 | 15 | 41 | 47 | −6  | 37 |
| 16 | Carabobo              | 34 | 7  | 9  | 18 | 28 | 52 | −24 | 30 |
| 17 | Centro Ítalo          | 34 | 6  | 5  | 23 | 30 | 83 | −53 | 23 |
| 18 | Llaneros de Guanare   | 34 | 5  | 7  | 22 | 38 | 67 | −29 | 22 |

Färgkoder:
     – Kvalificerade för Copa Libertadores 2011 och Copa Sudamericana 2010.

     – Kvalificerade för Copa Libertadores 2011.

     – Kvalificerade för Copa Sudamericana 2010.